# Європейська кайнозойська рифтова система

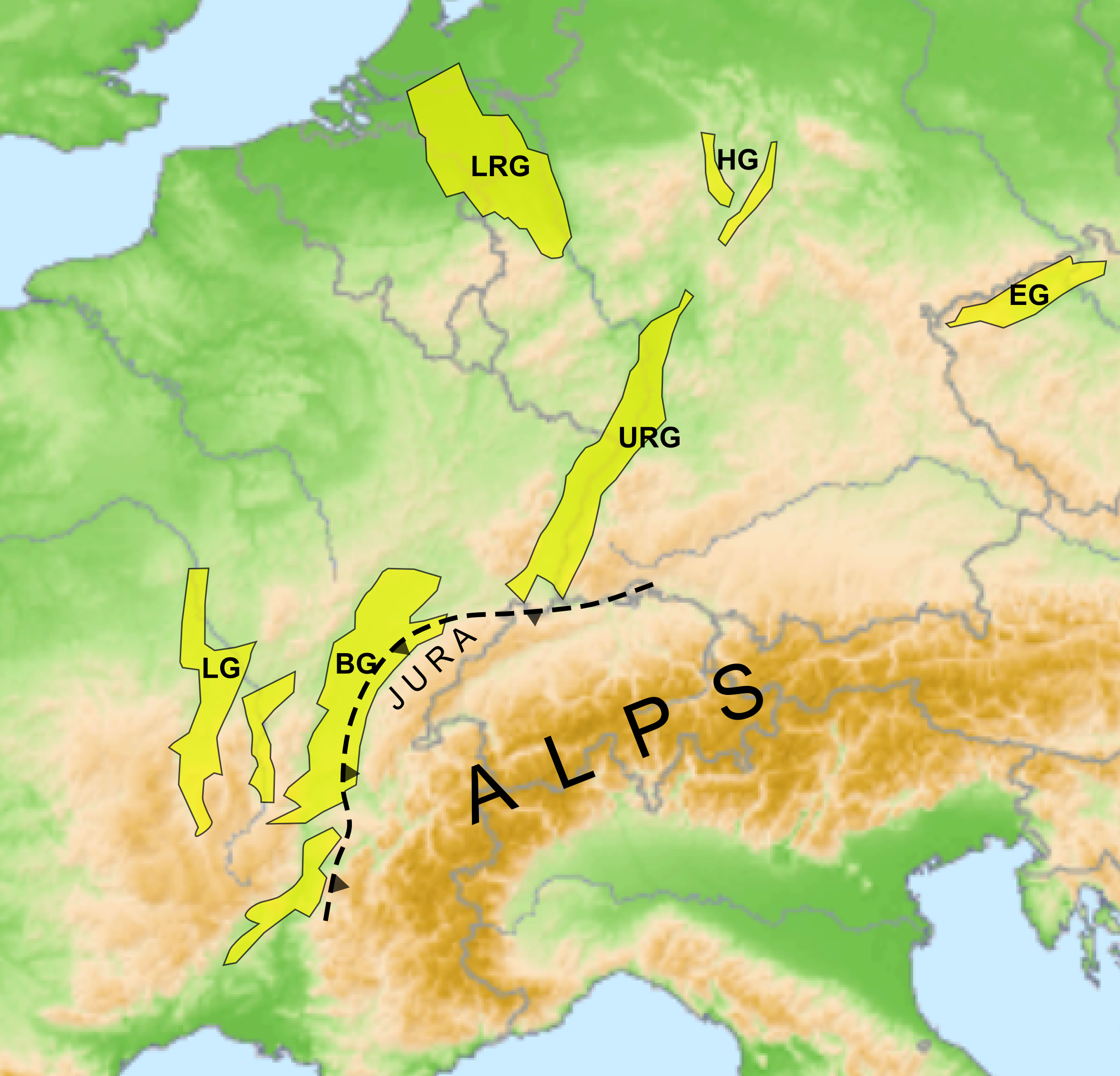
Топографічна мапа з зазначенням розташування ECRIS рифтових басейнів: LG=Лімузенський грабен, BG=Бресс грабен, URG=Верхньорейнський грабен, LRG=Нижньорейнський грабен, HG=Гессенські грабени & EG=Егерський грабен, і розломи по горам Юра

Європейська кайнозойська рифтова система (ECRIS) — рифтова система завдовжки 1100 км, альпійський крайовий прогин, утворена внаслідок Альпійського та Піренейського орогенезів. Система почала формуватися в епоху пізнього еоцену і її частини, зокрема, Верхньо- та Нижньо- Рейнські грабени, як і раніше сейсмічно активні сьогодні і несуть відповідальність за більшість великих землетрусів в Європі, на північ від Альп.

## Опис
ECRIS складається з системи рифтів та пов'язаних з ними розломів, що прямують від Середземного до Північного моря.

### Грабен Лімань
На рифтовій структурі прямуючій у напрямку північ — південь, у середині еоцену утворено озеро, яке пізніше стало рівниною Лімань. Основний етап занурення продовжувався до пізнього олігоцену . Грабен має продовження на його західній стороні у вигляді розлому. Заповнений до 2 км завтовшки кайнозойськими відкладеннями.

### Грабен Бресс
Грабен Бресс лежить на схід від грабену Лімань. Рифтогенез розпочався під час еоцену, проте призупинив розвиток у період з пізнього олігоцену до середнього міоцену, проте було відновлено наприкінці міоцену. Східні околиці басейну зазнали надвиги від гір Юра

### Верхньорейнський грабен
Верхньорейнський грабен прямує від північного краю гір Юра на півдні до трійника, відгалуження ECRIS. Рифтогенез розпочався в олігоцені, проте північна і південна частини грабену зазнали пост-олігоценового рифтогенезу. У міоцені південна частина грабена зазнала підняття, в той час як північна частина продовжувала занурюватись в плейстоцені. Наразі Верхньорейнський грабен, як вважається, зазнає правобічно-зсувної реактивації.

### Нижньорейнський грабен
Нижньорейнський грабен, прямує у напрямку NW-SE і має продовження у підводних структурах півдня Північного моря  На південному сході домінуючим у розломі є південно-західне занурення. Рифтогенез розпочато в олігоцені і триває донині.

### Гессенські грабени
Гессенські грабени розташовані на північ від Верхньорейнського грабену і прямують у тому же напрямку. Існують дві основні структури розколу, Веттерау і Лайне грабени. Вони були активні протягом олігоцену, але зараз рифтогенез призупинився

### Егерський грабен
Східна частина системи, Егерський грабен, зазнала дві фази розширення наприкінці еоцену і на початку міоцену. Розломи напрямку SW-NE більш пізнього віку

## Походження
Рифтова система, як вважають, сформувалася у відповідь на стиснення літосфери у передній частині зони зіткнень, що відбулось в Альпах і Піренеях.

## Вулканізм
Розвиток ECRIS супроводжувався (і в деяких випадках передував) вулканічною активністю вздовж більшої частини рифтової системи, яка зберігалася в четвертинному періоді. Найбільші вулканічні центри були розташовані на північний захід від Лімузенського і Бресс грабенів, на Центральному масиві, в північній частині Верхньорейнського грабену, Фогельсберзькі гори і навколо Егерського грабену.  Остання відома вулканічна активність — фреатомагматичне виверження у Шен-де-Пюї близько 6000 років тому

## Сейсмічність
Більшість сейсмічної активності ECRIS приурочена до Верхньо- і Нижньо- рейнських грабенів.  Базельський землетрус, мав епіцентр у Верхньорейнському грабені — найруйнівніша історична сейсмічна подія Центральної Європи.